# Shencun
Shencun (kinesiska: 沈村) är en köping i östra Kina. Den ligger i stadsdistriktet Xuanzhou i staden Xuancheng i provinsen Anhui, omkring 170 kilometer sydost om provinshuvudstaden Hefei. Antalet invånare är 29 144. Befolkningen består av 14 348 kvinnor och 14 796 män. Barn under 15 år utgör 17,0 %, vuxna 15-64 år 68 %, och äldre över 65 år 13,0 %.